# Horn Bluff
Horn Bluff est un promontoire rocheux proéminent sur le côté nord de l'île côtière à l'ouest de la baie de Deakin (en), en Antarctique.
Cette caractéristique géographique s'élève à 325 mètres d'altitude et est marquée par la structure colonnaire de la dolérite qui en forme la partie supérieure.
Horn Bluff a été découvert et cartographié par l'expédition antarctique australasienne (1911–1914) de Douglas Mawson. Il porte le nom de William Horn (en), l'un des sponsors de l'expédition.